# Episodi di The Blacklist (nona stagione)
La nona stagione della serie televisiva The Blacklist è stata trasmessa in prima visione negli Stati Uniti da NBC dal 21 ottobre 2021 al 27 maggio 2022.
In Italia la stagione è trasmessa da Sky Investigation, canale della piattaforma Sky, dal 19 dicembre 2021 al 4 settembre 2022. In chiaro, è stata trasmessa in prima visione su Rai 2 dal 29 aprile al 22 luglio 2023, spostata al preserale invece della solita collocazione in seconda serata.
| nº | Titolo originale                           | Titolo italiano                                    | Prima TV USA     | Prima TV Italia  |
| -- | ------------------------------------------ | -------------------------------------------------- | ---------------- | ---------------- |
| 1  | The Skinner (No. 45)                       | Lo scuoiatore (nº 45)                              | 21 ottobre 2021  | 19 dicembre 2021 |
| 2  | The Skinner: Conclusion (No. 45)           | Lo scuoiatore: Conclusione (nº 45)                 | 28 ottobre 2021  | 19 dicembre 2021 |
| 3  | The SPK (No. 178)                          | L'SPK (nº 178)                                     | 4 novembre 2021  | 26 dicembre 2021 |
| 4  | The Avenging Angel (No. 49)                | L'Angelo Vendicatore (nº 49)                       | 11 novembre 2021 | 26 dicembre 2021 |
| 5  | Benjamin T. Okara (No. 183)                | Benjamin T. Okara (nº 183)                         | 18 novembre 2021 | 2 gennaio 2022   |
| 6  | Dr. Roberta Sand, Ph.D. (No. 153)          | Dott.ssa Roberta Sand (nº 153)                     | 9 dicembre 2021  | 2 gennaio 2022   |
| 7  | Between Sleep and Awake                    | Tra il sogno e la veglia                           | 6 gennaio 2022   | 17 luglio 2022   |
| 8  | Dr. Razmik Maier (No. 168)                 | Dr. Razmik Maier (nº 168)                          | 13 gennaio 2022  | 17 luglio 2022   |
| 9  | Boukman Baptiste (No. 164)                 | Boukman Baptiste (nº 164)                          | 20 gennaio 2022  | 24 luglio 2022   |
| 10 | Arcane Wireless (No. 154)                  | Arcane Wireless (nº 154)                           | 25 febbraio 2022 | 24 luglio 2022   |
| 11 | The Conglomerate (No. 142)                 | Il conglomerato (nº 142)                           | 4 marzo 2022     | 31 luglio 2022   |
| 12 | The Chairman (No. 171)                     | Il presidente (nº 171)                             | 18 marzo 2022    | 31 luglio 2022   |
| 13 | Genuine Models, Inc. (No. 176)             | La Genuine Models (nº 176)                         | 25 marzo 2022    | 7 agosto 2022    |
| 14 | Eva Mason (No. 181)                        | Eva Mason (nº 181)                                 | 1º aprile 2022   | 7 agosto 2022    |
| 15 | Andrew Kennison (No. 185)                  | Andrew Kennison (nº 185)                           | 8 aprile 2022    | 14 agosto 2022   |
| 16 | Helen Maghi (No. 172)                      | Helen Maghi (nº 172)                               | 15 aprile 2022   | 14 agosto 2022   |
| 17 | El Conejo (No. 177)                        | El Conejo (nº 177)                                 | 22 aprile 2022   | 21 agosto 2022   |
| 18 | Laszlo Jancowics (No. 180)                 | Laszlo Jancowics (nº 180)                          | 29 aprile 2022   | 21 agosto 2022   |
| 19 | The Bear Mask                              | La maschera dell'orso                              | 6 maggio 2022    | 28 agosto 2022   |
| 20 | Caelum Bank (No. 169)                      | Caelum Bank (n° 169)                               | 13 maggio 2022   | 28 agosto 2022   |
| 21 | Marvin Gerard: Conclusion, Part 1 (No. 80) | Marvin Gerard: Conclusione (prima parte) (n° 80)   | 20 maggio 2022   | 4 settembre 2022 |
| 22 | Marvin Gerard: Conclusion, Part 2 (No. 80) | Marvin Gerard: Conclusione (seconda parte) (n° 80) | 27 maggio 2022   | 4 settembre 2022 |

## Lo scuoiatore (nº 45)
- Titolo originale: The Skinner (No. 45)
- Diretto da: Christine Moore
- Scritto da: John Eisendrath e Lukas Reiter

### Trama
Due anni dopo la morte di Elizabeth Keen, la Task Force si è sciolta. Dembe è diventato un agente speciale dell'FBI e viene ferito in un'operazione sotto copertura in cui il suo partner rimane ucciso. Cooper cerca di rimettere insieme i pezzi: Aram ora lavora per un'azienda di sicurezza informatica, Ressler fa il meccanico, mentre Alina è rimasta nell'FBI ma fa l'istruttrice e non opera più sul campo. Cooper, ormai non più in servizio e che si dedica a crescere Agnes, li raduna e va a parlare con Reddington nascosto all'Avana. Red lo mette sulle tracce dello Scuoiatore, erede di una "dinastia" di criminali che ha cercato di rubare un carico di microchip e ora ha preso di mira direttamente Chen Yu-Lan, un alto dirigente della compagnia taiwanese che li produce. Nonostante il tentativo della squadra di intercettarli, i criminali riescono a rapire Chen con moglie e figlia. Intanto Reddington si appresta a tornare a Cuba, ma Ressler cerca di dissuaderlo per onorare il ricordo di Elizabeth.
- Ascolti USA: telespettatori 3 070 000[2]

## Lo scuoiatore: Conclusione (nº 45)
- Titolo originale: The Skinner: Conclusion (No. 45)
- Diretto da: Matthew McLoota
- Scritto da: Lukas Reiter e John Eisendrath

### Trama
Con la famiglia di Chen nelle mani dello Scuoiatore, Cooper chiede aiuto a Cynthia Panabaker, nel frattempo diventata Senatrice. La donna, che ha sciolto la Task Force e revocato l'immunità di Reddington, è recalcitrante ma poi acconsente ad aiutarlo e gli riapre l'Ufficio Postale in disuso. Reddington invece si rivolge ai due predecessori dello Scuoiatore, che in base alle regole dell'organizzazione lo rimuovono dalla sua posizione. L'uomo viene quindi ucciso e la famiglia di Chen salvata; inoltre Reddington riottiene la sua immunità e Panabaker acconsente a riformare la Task Force, mentre Red viene appuntato come nuovo Scuoiatore.
- Ascolti USA: telespettatori 2 810 000[3]

## L'SPK (nº 178)
- Titolo originale: The SPK (No. 178)
- Diretto da: Christine Moore
- Scritto da: Daniel Cerone

### Trama
Reddington mette la Task Force sulle tracce dell'SPK, una setta religiosa che ruba oggetti sacri. Il loro leader è Robert Vesco, che è turbato dalla linea violenta che i suoi seguaci stanno assumendo. Reddington vuole portare Vesco a Malta per farsi restituire il denaro che l'uomo gli deve, quando la Task Force scopre che l'SPK vuol fare saltare per aria una chiesa; Vesco allora interviene sul posto per convincerli a desistere ma non viene ascoltato, il che costringe Reddington a intervenire per salvarlo. In seguito, Aram rinuncia alla sua compagnia, nonostante il ricco contratto ottenuto, per continuare a lavorare con la Task Force; Park affronta Ressler per un test antidroga, propedeutico alla riassunzione, che Donald ha alterato, mentre Dembe arresta Vesco sull'aereo di Red che stava per portarlo a Malta, e Reddington infine riesce ad incontrare finalmente Agnes.
- Ascolti USA: telespettatori 3 090 000[4]

## L'Angelo Vendicatore (nº 49)
- Titolo originale: The Avening Angel (No. 49)
- Diretto da: Andrew McCarthy
- Scritto da: Sean Hennen

### Trama
L'Angelo Vendicatore è una donna che pretende attraverso i suoi crimini di mettere riparo ai torti subiti dalle persone. Reddington mette la Task Force sulle sue tracce mentre lei prende di mira un uomo ricco che ha approfittato del suo denaro per ottenere priorità in un trapianto di cuore. Intanto Cooper si sveglia nella sua auto senza ricordare cosa gli sia accaduto, e subito dopo scopre che Doug Koster, l'ex amante di sua moglie, è stato ucciso. Fa effettuare riservatamente un test balistico e scopre che il proiettile mortale proviene dalla sua pistola. Nel frattempo, Park fornisce a Ressler il suo campione di urina in modo da consentirgli di superare il test antidroga, ma dalle analisi risulta un'anomalia ormonale che fa pensare al cancro. Usando come esca un dipinto rubato di cui l'Angelo Vendicatore era alla ricerca, Reddington la trova prima dell'FBI e la uccide.
- Ascolti USA: telespettatori 2 990 000[5]

## Benjamin T. Okara (nº 183)
- Titolo originale: Benjamin T. Okara (No. 183)
- Diretto da: Jono Oliver
- Scritto da: Noah Schechter

### Trama
Reddington informa la Task Force su un caso che coinvolge la tecnologia militare DARPA, che ha sviluppato una potente arma in grado di uccidere le persone attraverso un forte flusso di energia. Benjamin T. Okara è il capo del gruppo di scienziati che ha creato l'arma, ed è sparito con il dispositivo stesso, che sta usando per uccidere i colleghi del suo team.  Park nasconde a suo marito Peter di essere tornata nella task force, mentre Red ha ha dei problemi con Jovan Lovic, con cui vorrebbe fare affari, a causa del fatto che Dembe fa ora parte dell'FBI. Harold e Charlene vengono interrogati dal detective che indaga sulla morte di Doug Koster; Charlene, pur controvoglia, conferma l'alibi di Harold. Durante la caccia a Okara, Alina rimane colpita dalle radiazioni con cui lo scienziato uccide uno dei suoi colleghi; Dembe, per affrettare i soccorsi, ricorre ad uno dei contatti di Reddington. Ricoverata, Alina scopre che le alterazioni nelle analisi delle urine che aveva passato a Ressler non indicavano un cancro, ma una gravidanza che però è abortita a seguito delle radiazioni subite. Okara, dopo avere eliminato tutti i suoi colleghi, si suicida rivelando che il suo scopo non era il lucro ma il tentativo di evitare che l'arma si diffondesse, essendone stato lui stesso colpito quando lavorava a Cuba. Lovic manda un killer per eliminare Dembe, ma Reddington prevede la mossa e uccide il killer, dopodiché si confronta con Dembe pretendendo che il suo vecchio amico decida se vuole essere "dentro" o "fuori" rispetto alla sua vecchia vita; gli chiede a sua volta di uccidere Lovic, ma Dembe rifiuta e in seguito apre la scatola che Red gli aveva lasciato tempo prima dicendogli di aprirla quando si fossero separati. Peter è arrabbiato con Alina e Ressler cerca di confortarla, mentre Weecha, la nuova guardaspalle di Red, provvede ad uccidere Lovic.
- Ascolti USA: telespettatori 2 940 000[6]

## Dott.ssa Roberta Sand (nº 153)
- Titolo originale: Dr. Roberta Sand, Ph.D. (No. 153)
- Diretto da: Andrew McCarthy
- Scritto da: T Cooper e Allison Glock-Cooper

### Trama
Un membro del Congresso sopravvive a un agguato in cui rimane uccisa la moglie. Red informa Cooper che la donna era il vero obiettivo, in quanto ostacolava i progetti del clan criminale di Vito Decanio, in crescita grazie alla collaborazione di una psicoterapeuta, la dottoressa Sand. La Task Force riesce ad arrestare il cecchino e in seguito interroga la dottoressa. Nel frattempo, Reddington sospetta che Elizabeth abbia letto la lettera che avrebbe dovuto ricevere da Dembe dopo avere ucciso lo stesso Red. Cooper è nei guai per l'omicidio di Koster ma viene scagionato grazie ad un test balistico falsificato dal suo collega Lew Sloan. Decanio ordina l'omicidio di un testimone ma Dembe e Alina riescono a impedirlo; Decanio viene arrestato e così la dottoressa Sand. Red però sequestra la terapeuta e le propone di lavorare per lui. Mentre Alina è in crisi col marito, Red scopre attraverso l'analisi delle impronte digitali che effettivamente Liz aveva ricevuto la lettera; chiede quindi l'aiuto della dottoressa per controllare la sua collera nei confronti di Dembe. Cooper riceve una telefonata da un ricattatore che è a conoscenza del test falsificato da Sloan.
- Ascolti USA: telespettatori 2 890 000[8]

## Tra il sogno e la veglia
- Titolo originale: Between Sleep and Awake
- Diretto da: Christine Moore
- Scritto da: Taylor Martin

### Trama
In occasione del secondo anniversario della morte di Elizabeth, Ressler ripercorre le vicende accadutegli in questo periodo. Subito dopo la sparatoria si era dato all'inseguimento di Red, finendo per avere un incidente. In seguito si era rifugiato in una sperduta cittadina della Pennsylvania, dove aveva conosciuto una donna perseguitata dal marito violento da cui era in fuga, e aveva stretto una specie di amicizia con il figlio di questa. Dopo avere accidentalmente ucciso in una colluttazione il marito violento, aveva continuato a vagabondare da un luogo all'altro. Il tutto tentando di combattere la dipendenza dai farmaci. In occasione dell'anniversario, decide di tagliarsi la barba e fa visita alla tomba di Liz, mentre a casa di Cooper Agnes ricorda sua madre.
- Ascolti USA: telespettatori 3 530 000[9]

## Dr. Razmik Maier (nº 168)
- Titolo originale: Dr. Razmik Maier (No. 168)
- Diretto da: Avi Youabian
- Scritto da: Justine Neubarth

### Trama
Sam Rhode, un famoso tennista, viene trovato morto e Red mette la Task Force sulle tracce del dottor Maier, sospettato di aiutare alcuni atleti, fra cui Rhode, ad assumere doping eludendo i controlli. Una giornalista, Stella Huang, ha trovato le prove dei suoi traffici e incalza gli atleti con domande scomode. Maier in effetti ha ucciso Rhode, e uccide anche Huang prima che l'FBI riesca a proteggerla. Tuttavia la donna ha lasciato delle prove attraverso le quali la Task Force risale anche a Walker Burgos, un produttore di articoli sportivi che era amico di Rhode ma che pagava il medico per aiutare gli atleti da lui sponsorizzati. Alina e Aram vanno a casa di Ani Bolin, un'altra atleta che veniva "aiutata" da Maier e che ora è in pericolo. Arrivano proprio mentre Burgos, che ha già ucciso Maier, sta per uccidere anche lei, ma riescono appena in tempo ad evitarlo e arrestare l'uomo. Nel frattempo Ressler continua a combattere la sua dipendenza dai farmaci, provocando la collera di Alina per le sue ricadute, ma cercando di mantenere comunque il suo aiuto. Reddington continua ad indagare sulla sera della morte di Liz, e scopre che l'uomo che la uccise aveva poco prima fotografato Dembe mentre le consegnava la lettera; rinfaccia quindi all'ex amico di non essersi accorto del pericolo pur avendolo così vicino, mentre Mierce decide di tornare in Sudamerica vedendolo troppo influenzato dalla vicenda di Elizabeth. Cooper scopre che la notte dell'omicidio di Koster un barista lo aveva drogato; quando va a cercarlo lo trova ucciso, e viene nuovamente contattato dall'uomo che vuole ricattarlo, che gli rinfaccia di avere le mani sporche del sangue di due persone.
- Ascolti USA: telespettatori 3 410 000[10]

## Boukman Baptiste (nº 164)
- Titolo originale: Boukman Baptiste (No. 164)
- Diretto da: Andrew McCarthy
- Scritto da: David Merritt

### Trama
Tre uomini di Reddington vengono uccisi e lui si rivolge a Cooper per contrastare l'attacco; Red gli chiede anche di non lavorare più con Dembe. È proprio Dembe però a guidare la Task Force verso il responsabile degli omicidi, individuando il prossimo obiettivo. Il responsabile è Boukman Baptiste, che Dembe credeva di avere ucciso nel periodo successivo alla morte di Liz e alla sparizione di Red. In realtà ne aveva ucciso solo il figlio, e per questo ora lui è in cerca di vendetta: l'uomo rapisce sua figlia Isabella; per ottenerne il rilascio Dembe negozia un accordo in base al quale dovrà rivelare a Baptiste alcuni nomi essenziali nell'organizzazione di Red. Dembe si reca da Marvin Gerard per ottenere questi nomi, e li ottiene con l'accordo di Reddington; in seguito Baptiste vorrebbe uccidere comunque Isabella, ma l'intervento di Weecha e della squadra di Red mette in salvo sia Dembe che la figlia. 
Nel frattempo Dembe, con l'aiuto di Aram, ha scoperto che Van Dijk, l'uomo di Townsend che ha ucciso Liz, non stava seguendo lui quel giorno; questo ammorbidisce la collera di Red nei suoi confronti, e per questo Raymond si era dato da fare per aiutarlo a salvare la figlia. Dembe e Isabella si riappacificano dopo un periodo in cui la donna era arrabbiata col padre per la sua scelta di entrare nell'FBI, mentre Red, che spera nel ritorno di Mierce, continua a dedicarsi anche alla crescita di Agnes.
- Ascolti USA: telespettatori 3 430 000[10]

## Arcane Wireless (nº 154)
- Titolo originale: Arcane Wireless (No. 154)
- Diretto da: Michael Caracciolo
- Scritto da: Sam Christopher

### Trama
Heddie, la socia di Reddington, viene arrestata per contrabbando. Red intanto mette la task force sulle tracce di Arcane Wireless, una compagnia che ha creato una rete di telefoni non intercettabili che minaccia di espandere la sua clientela. Durante le indagini Aram si imbatte in FJ Powell, suo antico mentore che lo ha formato professionalmente e che ora è candidato a prendere il posto che Aram ha lasciato nella sua azienda privata. Aram nota un'anomalia nelle ricerche di Powell e quando gliene chiede conto scopre che la Arcane Wireless è in realtà una copertura dell'FBI. Nel frattempo però la Task Force era già entrata in azione e così fa saltare una grossa operazione, il che va a vantaggio di Reddington. Lo stesso Red intanto manda un avvocato come esca ad accertarsi della lealtà di Heddie, dopodiché riesce a farla scarcerare.
- Ascolti USA: telespettatori 2 940 000[11]

## Il conglomerato (nº 142)
- Titolo originale: The Conglomerate (No. 142)
- Diretto da: Adam Weisinger
- Scritto da: Aiah Samba

### Trama
Nei due anni successivi alla morte di Liz, Alina ha fatto parte di una squadra di killer che lavorava per conto del governo. Ora John Richter, un componente della squadra con cui ha avuto anche una relazione, cerca di reclutarla per ricostruire il team privatamente chiamandolo "Il Conglomerato". Alina rivela quindi il tutto alla Task Force e finge di accettare per permettere ai colleghi di catturare la banda. Richter però sfugge alla cattura e si presenta a casa di Alina, coinvolgendo l'ignaro marito di lei in una colluttazione in cui Richter rimane ucciso; il rapporto fra Alina e Peter rischia però di essere compromesso. Intanto Reddington continua le indagini sulla morte di Elizabeth e scopre che Vandyke, il suo assassino, aveva usato un dispositivo per localizzarla; tale dispositivo sembra avere dato gli ultimi segnali dal cimitero in cui si trova Liz, per cui Red chiede a Cooper di riesumare il cadavere.
- Ascolti USA: telespettatori 2 720 000[12]

## Il presidente (nº 171)
- Titolo originale: The Chairman (No. 171)
- Diretto da: Bethany Rooney
- Scritto da: Katie Bockes

### Trama
Reddington mette Cooper sulle tracce di un mercato azionario criminale, controllato da un uomo chiamato Il Presidente. Una delle società che ne fanno parte è controllata da Driton Abazi, un albanese che possiede casinò attraverso i quali ricicla il denaro sul mercato ufficiale. Dopo avere catturato la donna di Abazi, la Task Force riesce a prendere anche l'uomo, che però non collabora. Tuttavia Cooper, su suggerimento di Red, sparge la voce che Abazi ha parlato, e questo provoca un crollo del mercato clandestino, con la sola eccezione della società controllata da Reddington. In seguito il Presidente convoca una riunione d'emergenza di cui Red comunica la sede alla Task Force, permettendole di catturare tutti i partecipanti compreso il Presidente. Nel frattempo Cooper ha deciso di accogliere la richiesta di Red di riesumare il cadavere di Elizabeth; viene quindi trovato il trasmettitore che aveva ingerito, che si rivela essere costruito con una tecnologia sconosciuta. Ressler è destabilizzato da questa scelta e rischia di ricorrere nuovamente agli antidolorifici, ma viene soccorso da Alina che ha rivelato i suoi problemi ad Aram e Dembe. Intanto Sloan ha scoperto il nome di una donna che stava col barista che ha drogato Cooper e che in seguito è stato ucciso; Cooper contatta un uomo di nome Andrew Kennison, che il suo ricattatore gli ha chiesto di nascondere per dargli una nuova identità.
- Ascolti USA: telespettatori 2 630 000[13]

## La Genuine Models (nº 176)
- Titolo originale: Genuine Models, Inc. (No. 176)
- Diretto da: Mahesh Pailoor
- Scritto da: T Cooper e Allison Glock-Cooper

### Trama
Un ambasciatore viene strangolato a morte in casa durante un rapporto sessuale. La Task Force scopre che l'uomo si serviva della Genuine Models, un servizio di escort. Dopo un secondo omicidio, l'FBI riesce a sventare il terzo, e scopre che la presunta assassina era in realtà un robot guidato da intelligenza artificiale. Il titolare della Genuine Models sostiene però che i robot non sono programmati per fare del male alle persone, per cui gli omicidi sono opera di un hacker. L'uomo viene localizzato, tenta la fuga ma viene intercettato dalla Task Force e allora si toglie la vita. Nel frattempo Barnie, un vecchio amico di Reddington, è morto per un infarto. Red va a trovare la vedova e lì incontra la sua vecchia conoscenza Cassandra. I due avevano rubato tempo prima una collana di rubini che poi Barnie aveva detto gli fosse stata sottratta, ma che ora è addosso a sua moglie. Red decide di lasciargliela ma poi si rende conto che era proprio la donna a manovrare il marito, e quindi si riprende la collana per poi regalarla a Cassandra. Intanto Cooper e Lew vanno a interrogare la donna che stava col barista, mentre il detective Heber comincia a mettere pressione su Cooper.
- Ascolti USA: telespettatori 2 710 000[14]

## Eva Mason (nº 181)
- Titolo originale: Eva Mason (No. 181)
- Diretto da: John Terlesky
- Scritto da: Taylor Martin

### Trama
La nuora di Cynthia Panabaker, dopo essere scomparsa per tre settimane, viene ritrovata in un bosco, torturata e in fin di vita. La senatrice si rivolge a Reddington per scoprire il responsabile. La donna è ricoverata in stato di incoscienza, ma due nomi incisi sulla sua coscia permettono alla Task Force di risalire ad altre due donne scomparse. La connessione fra le tre donne è una fondazione che raccoglie fondi per bambini malati: Aram scopre che le donne vengono rapite pochi giorni dopo essersi iscritte. La nuora di Panabaker è riuscita a fuggire dalla struttura in cui era segregata, ed Eva Mason, la rapitrice, cerca di sostituirla tentando di rapire un'altra madre; l'intervento di Ressler e Dembe sventa il sequestro, e la donna perde un dispositivo attraverso il quale l'FBI risale al suo ospedale clandestino, che viene smantellato. Si scopre quindi che le donne rapite hanno la Sindrome di Münchhausen per procura, e di fatto avvelenano i loro figli; le due rapitrici intendevano punirle inducendo in loro le stesse malattie che causavano ai bambini. Nel frattempo Reddington continua ad indagare sul dispositivo ritrovato nel corpo di Liz: il suo medico gli spiega che dovrebbe servire a rilasciare medicinali in modo programmato, e che il suo inventore si chiama Andrew Kennison. Intanto Ressler ha raggiunto i due mesi di astinenza nella sua lotta contro la dipendenza dai farmaci.
- Ascolti USA: telespettatori 2 920 000[15]

## Andrew Kennison (nº 185)
- Titolo originale: Andrew Kennison (No. 185)
- Diretto da: Mahesh Pailoor
- Scritto da: Lukas Reiter

### Trama
Reddington va a cercare Andrew Kennison e scopre che è scomparso da alcune settimane. L'uomo è infatti tenuto sotto custodia dagli US Marshals su indicazione di Cooper. Quando Red appunta il nome di Kennison sulla Blacklist, Cooper in un primo tempo tace, ma le indagini della squadra portano subito al suo nome e così si trova costretto a rivelare sia a Panabaker che a Red tutta la storia a partire dall'omicidio di Koster. Reddington si rifiuta di aiutarlo, in collera per non essere stato interpellato subito. Panabaker costringe Harold ad ammettere tutto davanti alla squadra e poi chiede a Ressler di arrestarlo. Red rapisce Kennison e lo interroga sul dispositivo: l'uomo gli dice di averne consegnato uno a Reginald Cole, un agente della polizia di New York. Nel frattempo Aram, analizzando le registrazioni dei messaggi inviati a Cooper, arriva allo stesso nome. Cole non è più in servizio come agente ma lavora come investigatore privato: quando Red manda i suoi a rapirlo, questi riesce a fuggire ma viene immediatamente catturato da Ressler e Dembe. Prima però che la Task Force abbia tempo di interrogarlo, un uomo che dice di essere il suo avvocato si presenta all'Ufficio Postale, dimostrando di conoscere non solo l'ubicazione di questo luogo segreto, ma anche le implicazioni legate a Elizabeth e al suo assassinio. L'avvocato proibisce di interrogare Cole e se ne va insieme a lui, ma appena usciti dall'edificio i due vengono assassinati sotto gli occhi di Reddington.
- Ascolti USA: telespettatori 3 060 000[16]

## Helen Maghi (nº 172)
- Titolo originale: Helen Maghi (No. 172)
- Diretto da: John Terlesky
- Scritto da: Daniel Cerone

### Trama
Mentre Aram viene nominato capo della Task Force, Reddington ispeziona l'ufficio di Cole e vi trova la chiave di un box situato a Mount Bastion in un caveau superprotetto del quale anche lui è cliente. Si rivolge quindi a Helen Maghi, la progettista del caveau, per farsi aiutare a scoprire cosa è contenuto nel box; in cambio le promette di nasconderla per consentirle di sfuggire all'accusa di avere venduto armi ad una formazione terroristica all'estero. Con la collaborazione della Task Force, Red riesce ad entrare nel box insieme a Dembe, ma tutto ciò che trova sono alcuni DVD con le istruzioni che lui stesso aveva registrato per Liz quando voleva lasciarle il suo impero criminale. Mentre lui e Dembe lasciano Mount Bastion, Aram fa arrestare la donna, provocando la collera di Red, che in seguito riesce a liberarla facendola prelevare da finti agenti che ingannano la Task Force. Intanto Cooper decide di dichiararsi colpevole in cambio di una pena ridotta, ma Lew Sloan ha intenzione di testimoniare contro di lui, il che complica le cose. Reddington convince allora Cynthia Panabaker, dietro ricatto, a coprire Cooper con una autorizzazione retrodatata a commettere reati per catturare l'assassino di Doug Koster. Harold può quindi tornare alla Task Force, sempre con Aram alla guida, e con un mese di tempo per finire l'indagine. Reddington nasconde Helen in Italia, mentre Cooper deve faticare per convincerlo a lavorare ancora con Aram.
- Ascolti USA: telespettatori 2 850 000[17]

## El Conejo (nº 177)
- Titolo originale: El Conejo (No. 177)
- Diretto da: John Terlesky
- Scritto da: Daniel Cerone

### Trama
Aram viene rapito da una banda capeggiata da El Conejo (alias Francisco Luis Marquez), un contrabbandiere di avocado che lo ritiene responsabile della sparizione di un suo carico. Gli mostra infatti il malware che è stato utilizzato per intercettare la spedizione, e che reca il nome di Aram. In realtà si tratta del codice che Aram aveva scritto per il sistema GreyLock che è stato modificato per essere usato come arma di attacco. L'autore dell'attacco si rivela essere il figlio di Marquez; mentre il padre sta per ucciderlo l'intervento della Task Force arresta entrambi. Aram decide poi di bloccare GreyLock, che il suo ex socio Nick sta vendendo con grandi profitti, per evitare il ripetersi di episodi simili; questo ovviamente rovina gli affari della sua ex azienda. Nel frattempo, Reddington si è recato in una villa in Montenegro a trovare Kosta, l'uomo che avrebbe dovuto accogliere Liz dopo l'omicidio di Red. Lì Elizabeth avrebbe dovuto visionare i dvd che Red ha trovato nel box di Cole a Mount Bastion, e che aveva invece lasciato nella villa in una cassaforte che solo lui e Liz potevano aprire. Trovando la cassaforte vuota, si rivolge all'uomo che l'aveva costruita, il quale gli rivela di averne costruita una identica ma senza le stesse impostazioni biometriche, su commissione di una donna che diceva di lavorare per lui. Dalla descrizione della donna Reddington capisce trattarsi di Mr. Kaplan.
- Ascolti USA: telespettatori 3 260 000[18]

## Laszlo Jancowics (nº 180)
- Titolo originale: Laszlo Jancowics (No. 180)
- Diretto da: Christine Gee
- Scritto da: Lukas Reiter

### Trama
Reddington cerca di capire se Mr. Kaplan è ancora viva, e va a trovare la sorella Maureen, da cui impara che Kathryn aveva una relazione con una donna di nome Clara Moore, alla quale aveva insegnato il suo lavoro di ripulitrice. Clara svolge questo ruolo per conto di Laszlo Jancowics, il figlio di Marko Jankowics che ha ereditato il traffico di LSD del padre. Laszlo è talmente dipendente dalla droga che soffre di allucinazioni; ha compiuto una strage tentando di uccidere Wallace Avery, il suo ex socio che sta tentando di sviluppare l'uso delle droghe in maniera legale. Con l'aiuto di Avery, Reddington riesce ad arrivare a Clara Moore, che rivela di aver creduto Mr.Kaplan morta fino a due giorni prima, e di avere un appuntamento con lei. Nel frattempo Cooper e Ressler indagano su Tyson LaCroix, l'avvocato di Cole ucciso insieme a lui, e scoprono che i due facevano soldi ricattando le persone; Cooper però fatica a vedere uno sbocco positivo rispetto alla sua posizione. Reddington indica alla Task Force il luogo dove Jankowics attende una consegna, ma l'imboscata fallisce a causa dei problemi alla testa di Alina e Laszlo riesce a fuggire. Cooper si reca poi con Red e la sua squadra all'appuntamento che Clara aveva con la presunta Mr.Kaplan. Giunti sul posto, vedono da fuori una donna che sembra essere lei. Mentre Cooper e Red attendono in auto, Weecha e gli altri entrano nell'edificio, che però viene distrutto da una fortissima esplosione.
- Ascolti USA: telespettatori 3 090 000[20]

## La maschera dell'orso
- Titolo originale: The Bear Mask
- Diretto da: Matthew McLoota
- Scritto da: Noah Schechter

### Trama
Aram è in difficoltà per via dei tanti stress subiti nell'ultimo periodo, non ultimo il suo ruolo di capo della Task Force. Si sottopone quindi a una terapia sperimentale con ketamina che gli fa vivere una ripetuta allucinazione in cui l'Ufficio Postale viene preso d'assalto da una banda armata capeggiata da un uomo con una maschera da orso; negli assalti tutti i suoi colleghi finiscono per essere uccisi e l'uomo mascherato si rivela essere nient'altro che lui stesso, o meglio il suo alter ego che gli rinfaccia i suoi presunti fallimenti. La comparsa di Samar nell'allucinazione lo aiuta a recuperare l'equilibrio mentale. Nel frattempo, Weecha si trova in un ospedale clandestino per superare le conseguenze dell'esplosione, in cui uno degli uomini di Red ha perso la vita. Anche la donna che si trovava nell'edificio è morta, e ad un primo esame sembra trattarsi di Mr.Kaplan, mentre in seguito emerge che era la sorella Maureen. Quando Weecha torna alla roulotte di Red sua sorella Mierce vi fa ritorno per aiutarla nella convalescenza. Intanto Ressler e Cooper continuano a indagare su LaCroix; vorrebbero interrogare la moglie ma la trovano uccisa e riescono ad arrestare l'assassino; si scopre poi che l'uomo era stato pagato da un conto bancario di Reddington.
- Ascolti USA: telespettatori 2 760 000[21]

## Caelum Bank (n° 169)
- Titolo originale: Caelum Bank (No. 169)
- Diretto da: Cort Hessler
- Scritto da: Sean Hennen

### Trama
Il conto di Red usato per pagare l'assassino della moglie di LaCroix si trova presso la Caelum Bank, una banca clandestina che ha sede su un aereo sempre in volo. Reddington deve scoprire chi ha effettuato il pagamento: si fa ricevere dal titolare, Harris Gramercy, ma è d'accordo con la Task Force che costringe l'aereo ad atterrare; Red e Gramercy si trovano quindi chiusi in una cella in cui Raymond riesce a farsi rivelare il nome di Heddie Hawkins come colei che ha avuto accesso al conto; per farlo parlare gli ha dovuto sparare, e l'uomo poi morirà. Red cattura poi Heddie, nonostante il tentativo di proteggerla da parte di Ressler e Dembe; Heddie protesta però la sua innocenza. Alina scopre in un video che Marvin Gerard era un vecchio amico dei LaCroix; Cooper avverte Reddington della scoperta, ma questi era già giunto alla conclusione che proprio Marvin fosse il vero colpevole, che come ultimo tentativo aveva cercato di incastrare Heddie. Ammettendo le sue responsabilità nella morte di Elizabeth, Gerard rivela di non avere mai sopportato l'idea che Liz ereditasse l'impero di Reddington, e protesta di essere stato lui a portarlo avanti con successo dopo la morte di Liz e la sparizione di Red. Raymond si appresta ad ucciderlo, ma Marvin gli mostra di avere un uomo che tiene in ostaggio Mierce, e così Red deve lasciarlo andare.
- Ascolti USA: telespettatori 2 770 000[22]

## Marvin Gerard: Conclusione (prima parte) (n° 80)
- Titolo originale: Marvin Gerard: Conclusion, Part 1 (No. 80)
- Diretto da: Christine Moore
- Scritto da: Daniel Cerone

### Trama
Con Weecha nuovamente ricoverata, Dembe decide di tornare temporaneamente con Reddington per proteggerlo e allo stesso tempo cercare di controllare la sua volontà di uccidere Gerard, che la Task Force vuole invece catturare vivo per poter scagionare Cooper. Marvin vuole a sua volta uccidere Reddington e ingaggia Henrick Fisker, che controlla una squadra di ex militari altamente addestrati. Intercettando le comunicazioni di Red, Gerard scopre un incontro da lui organizzato in una località segreta coi suoi sodali; la squadra di Fisker assalta il gruppo, uccidendo quasi tutti i componenti. Red però riesce a comunicare con la Task Force e l'arrivo di Ressler coi suoi permette di salvare Red e Dembe. Uno dei mercenari viene catturato e Reddington risale al nome di Fisker. Riesce quindi a catturare quest'ultimo e a farsi svelare che deve incontrare Gerard in un aeroporto, dove si reca ad attenderlo. Dembe però ha fatto in modo che anche la Task Force converga sull'aeroporto, e così quando Cooper dà ordine di evacuarlo Marvin riesce a sfuggire a Reddington, il quale, furioso, comunica a Harold che non intende più collaborare. Nel frattempo, una serie di flashback spiega l'omicidio di Elizabeth, mostrando come Gerard avesse complottato con LaCroix e ingaggiato VanDyke per ucciderla e in seguito gestire l'impero di Red dopo la sua sparizione.
- Ascolti USA: telespettatori 2 700 000[23]

## Marvin Gerard: Conclusione (seconda parte) (n° 80)
- Titolo originale: Marvin Gerard: Conclusion, Part 2 (No. 80)
- Diretto da: Cort Hessler
- Scritto da: Lukas Reiter

### Trama
La Task Force all'aeroporto riesce ad arrestare Marvin, il quale propone a Panabaker un accordo di immunità che sostituisca quello di Reddington e permetta di arrestare quest'ultimo. Panabaker accetta e Marvin viene mandato in custodia cautelare, dove incontra Wujing, un vecchio caso della Blacklist al quale rivela che Red lavora con l'FBI. Reddington riesce ad infiltrarsi in tribunale per avere un ultimo colloquio con Gerard nel quale lo convince a togliersi la vita dopo avere consentito di scagionare Cooper. Harold vede quindi cadere le accuse contro di lui e si ritrova al cimitero con gli altri componenti della squadra a ricordare Elizabeth nel terzo anniversario della morte. Qui Aram e Alina, che è incinta, rivelano che stanno per lasciare la Task Force a tempo indeterminato. Nel frattempo Wujing riesce ad evadere e, attraverso una lista di nomi consegnatagli da Gerard, intende vendicarsi di Reddington.
- Ascolti USA: telespettatori 2 820 000[24]